# Malyj Beresnyj
Malyj Beresnyj (ukrainisch Малий Березний; russisch Малый Березный Maly Beresny, slowakisch Malý Berezný, Malé Berezné, ungarisch Kisberezna) ist ein Dorf im Westen der ukrainischen Oblast Transkarpatien an der Grenze zur Slowakei mit etwa 1600 Einwohnern (2001).

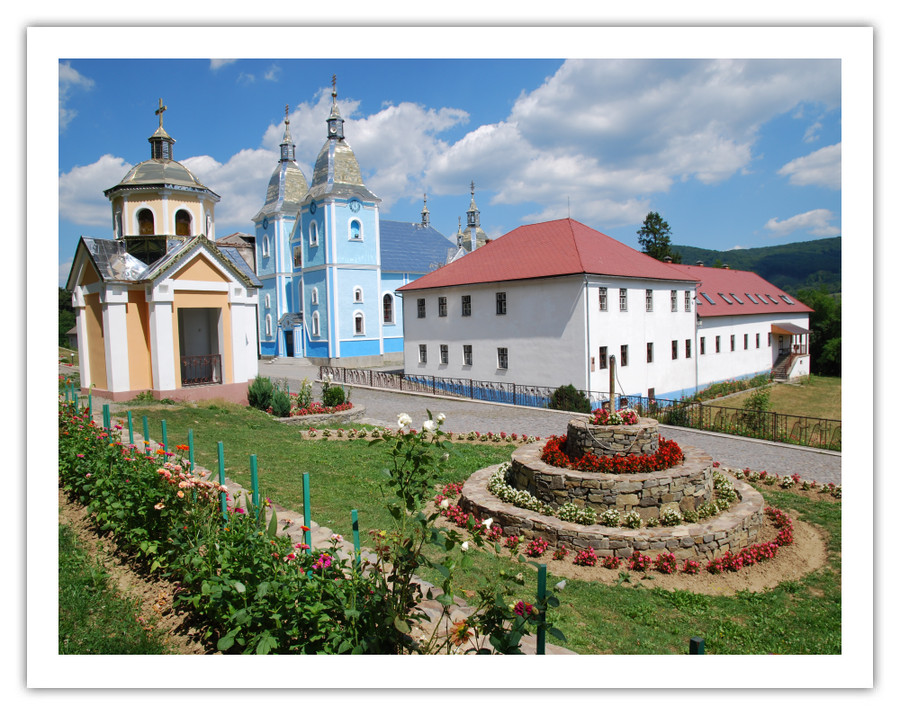
St.-Nikolaus-Kloster im Dorf

Auf einem Hügel im oberen Teil des Dorfes befindet sich mit dem St.-Nikolaus-Kloster der Basilianer eines der größten griechisch-katholischen Klöster in Transkarpatien.

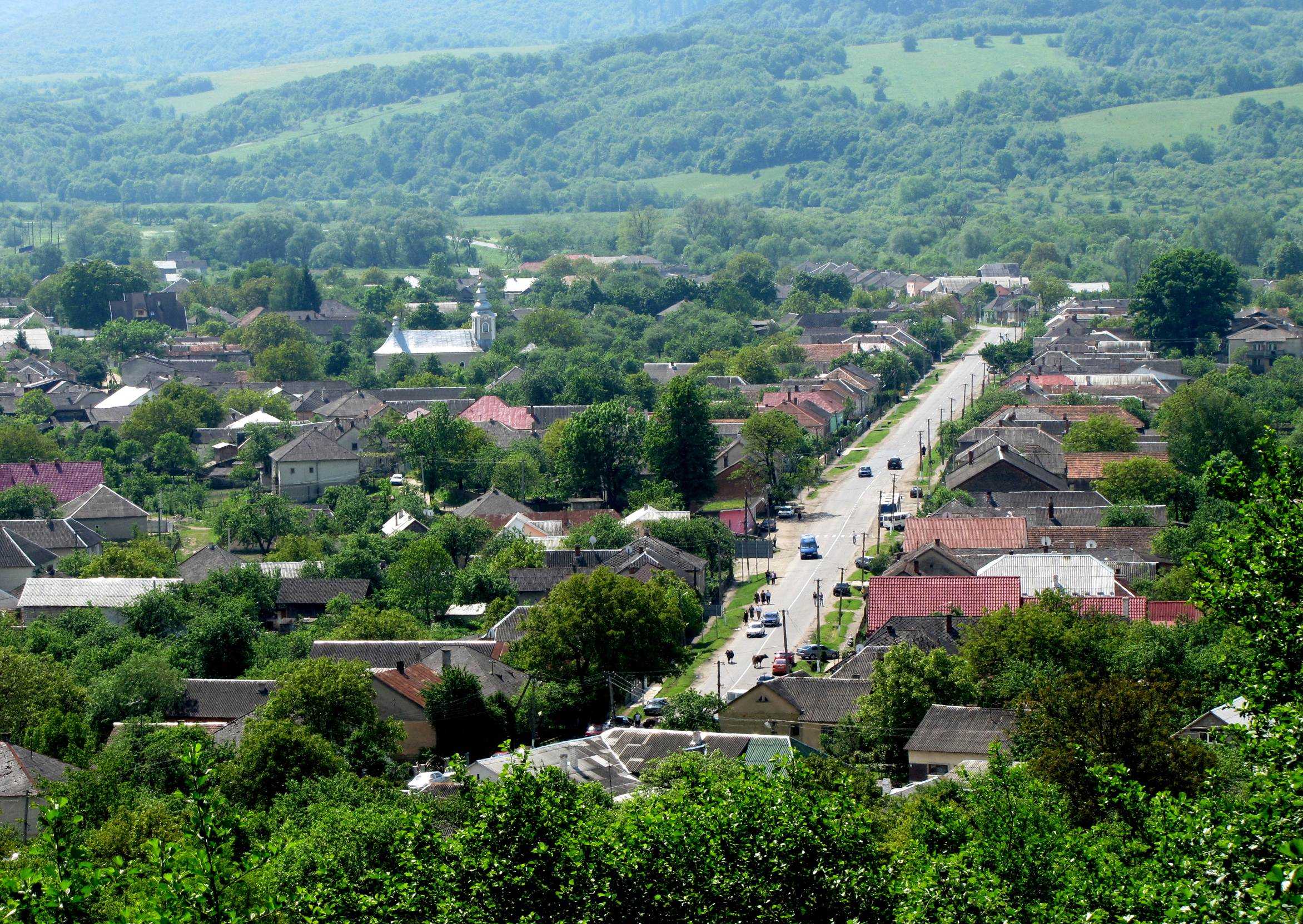
Blick auf Malyj Beresnyj

## Geographische Lage

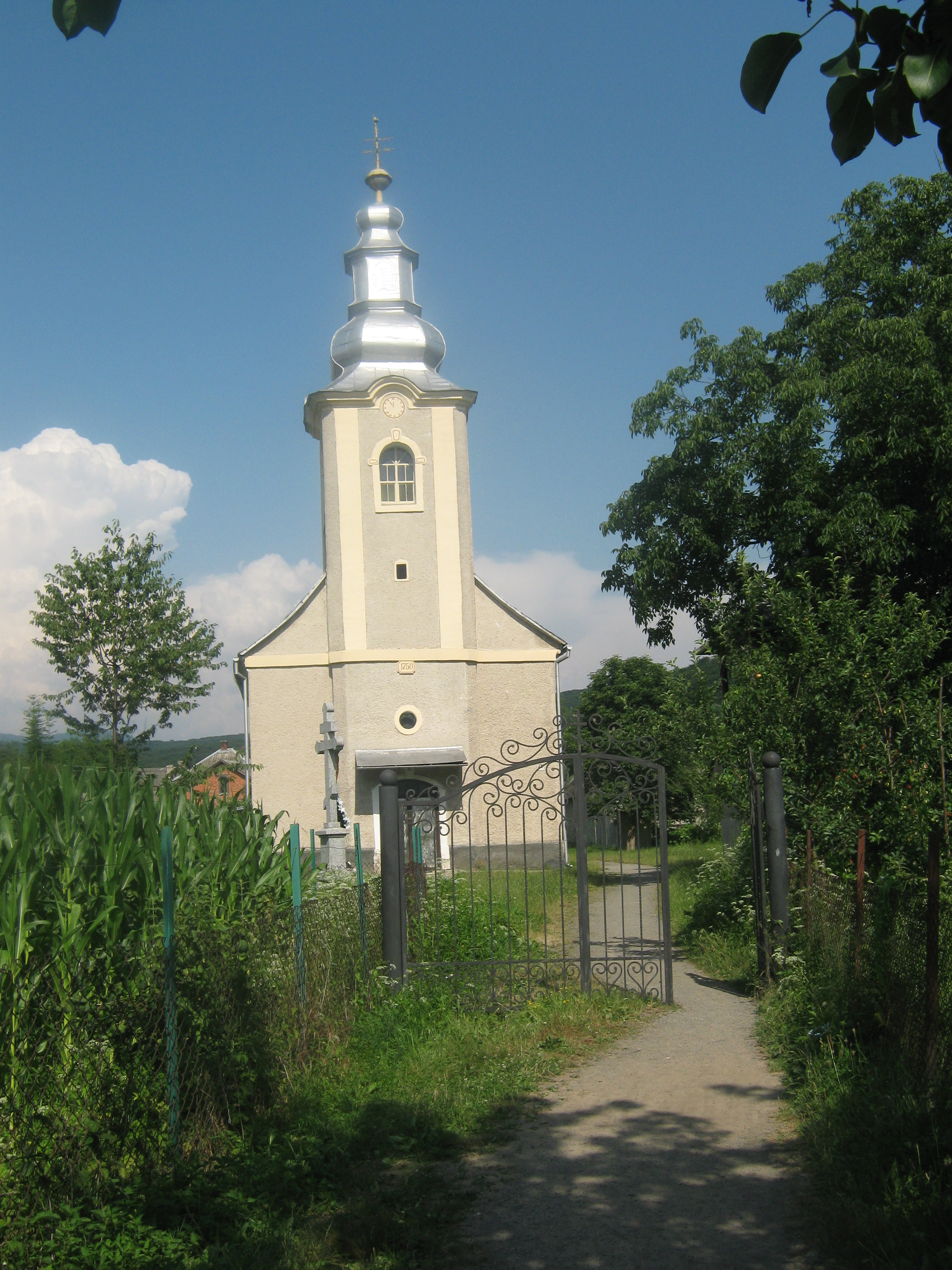
Orthodoxe Dorfkirche

Die Ortschaft mit einer Fläche von 5,4218 km² liegt in den Waldkarpaten auf einer Höhe von 193 m an der Mündung der 25 km langen Ubljanka (Ублянка) in die Usch, 3 km südlich vom Rajonzentrum Welykyj Beresnyj und 39 km nördlich vom Oblastzentrum Uschhorod.
Durch das Dorf verläuft die Fernstraße N 13, an der im Dorf die Regionalstraße P–53 abzweigt, die nach dem, zum Dorf zählenden Grenzübergang zur Slowakei  als I/74 zur ostslowakischen Gemeinde Ubľa führt. Malyj Beresnyj besitzt eine Bahnstation an der Bahnstrecke Lwiw–Sambir–Tschop.

## Gemeinde
Am 12. Juni 2020 wurde das Dorf ein Teil neu gegründeten Landgemeinde Dubrynytschi-Malyj Beresnyj im Rajon Uschhorod; bis dahin bildete es zusammen mit den Dörfern Myrtscha (Мирча) und Sawossyna (Завосина) die Landratsgemeinde Malyj Beresnyj (Малоберезнянська сільська рада/Maloberesnjanska silska rada) im Südwesten des Rajons Welykyj Beresnyj.

## Geschichte
Das Dorf wurde im 13./14. Jahrhundert von Einwohnern aus Welykyj Beresnyj gegründet und 1427 erstmals schriftlich erwähnt. In der staatlichen Steuerliste von 1427 wurde Malyj Beresnyj zu den Besitzungen der Uschhorod-Newyzkyj-Burgdomäne gezählt und als ein Dorf von durchschnittlicher Größe bezeichnet.
Bis 1919 war die Ortschaft Teil des unter habsburgische Herrschaft geratenen Königreichs Ungarn und lag dort im Komitat Ung. Nach dem Zerfall Österreich-Ungarns wurde  die Karpatenukraine, durch den Vertrag von Saint-Germain vom 10. September 1919, der Tschechoslowakei angegliedert. Das Dorf selbst, am westlichen Ufer der Usch auf slowakischer Seite gelegen, kam jedoch erst 1928/1930 nach Grenzkorrekturen an die Karpatenukraine und verblieb dort (bzw. ab dem 30. September 1938 als Tschecho-Slowakische Republik) bis zum Ersten Wiener Schiedsspruch am 2. November 1938. Aufgrund des Schiedsspruchs kam die Ortschaft erneut an Ungarn.
Wegen Protestes gegen die ungarische Herrschaft wurden mehr als 50 Bewohner zur Zwangsarbeit nach Deutschland verschleppt. Am 27. Oktober 1944 wurde das Dorf von Truppen der Roten Armee befreit. Nach dem Ende des Zweiten Weltkriegs wurde die Tschechoslowakei in den Grenzen aus der Zeit vor dem Münchner Abkommen wiederhergestellt, jedoch mit Ausnahme der Karpatenukraine, die der Sowjetunion zugeschlagen und dort in die Ukrainische SSR eingegliedert wurde. Nach dem Zerfall der Sowjetunion wurde Malyj Beresnyj 1991 Teil der unabhängig gewordenen Ukraine.

## Demografie
In der Ortschaft lebten 1825 in 85 Häusern 787 Menschen und im Jahr 1837 hatte das Dorf 745 Einwohner. Von diesen gehörten 701 der griechisch-katholischen und 30 römisch-katholischen Konfession an und 20 Bewohner waren jüdischen Glaubens. 1944 lebten in 210 Häusern 1066 Einwohner. Bis 1980 stieg die Einwohnerzahl auf 1623.